# Brayden Schenn
Brayden Schenn (Saskatoon, 22 agosto 1991) è un hockeista su ghiaccio canadese professionista che gioca nel ruolo di centro. Dalla stagione 2010-2011 gioca nella National Hockey League con i Philadelphia Flyers.

## Carriera
Brayden Schenn ha iniziato la sua carriera hockeistica nella sua città natale, giocando con i Saskatoon Contacts nella Saskatchewan Midget Hockey League. Durante la stagione 2006-07, ha collezionato ben 70 punti in 41 partite. Successivamente è stato selezionato dai Brandon Wheat Kings nella Western Hockey League (WHL), dove è diventato una pedina fondamentale per tre stagioni consecutive. In quel periodo ha totalizzato 298 punti in 228 partite, segnando 112 gol. Queste prestazioni lo hanno reso non solo uno dei migliori giocatori della sua squadra, ma anche dell’intera lega.
Nella stagione 2007-08, Schenn è stato inserito nell’All-Rookie Team della Canadian Hockey League (CHL) e ha ricevuto la Jim Piggott Memorial Trophy come miglior rookie della WHL, dopo aver registrato 71 punti — il miglior bottino tra i debuttanti. Nelle due stagioni successive è stato selezionato prima nel secondo e poi nel primo All-Star Team della Eastern Conference della WHL.
Le sue doti non sono passate inosservate agli scout NHL, e nel Draft del 2009 è stato scelto al quinto posto assoluto dai Los Angeles Kings. Il 26 novembre 2009, a soli 18 anni, ha fatto il suo debutto in NHL contro i Vancouver Canucks. Tuttavia, per il resto della stagione è tornato ai Brandon Wheat Kings, dove era capitano. Nel 2010 ha partecipato al Memorial Cup come squadra ospitante, ma non è riuscito a imporsi nel torneo.
La stagione 2010-11 è iniziata con gli LA Kings, ma dopo otto partite è stato assegnato alla squadra affiliata in AHL, i Manchester Monarchs. Lì ha messo a segno 7 punti (di cui 3 gol) in 7 partite, ma non è riuscito a imporsi a causa di lacune nel gioco difensivo. A dicembre 2010 è stato quindi rimandato ai Brandon Wheat Kings per ottenere maggiore esperienza, e dopo il Mondiale U20 del 2011 è stato ceduto ai Saskatoon Blades, altra squadra della WHL.
Il 23 giugno 2011 è stato protagonista di una delle trade più importanti dell'anno: insieme a Wayne Simmonds e a una scelta del secondo turno al Draft NHL 2011, è stato ceduto ai Philadelphia Flyers in cambio di Mike Richards.
Dopo sei stagioni con i Flyers, nel giugno 2017 è stato scambiato con i St. Louis Blues. Philadelphia ha ricevuto in cambio Jori Lehterä, una scelta del primo turno al Draft 2017 e un’ulteriore scelta condizionata per il Draft 2018. Se St. Louis avesse avuto una scelta tra le prime dieci nel 2018, quella scelta si sarebbe spostata al 2019, con Philadelphia che avrebbe ricevuto anche una terza scelta nel 2020, cosa poi non accaduta.
Nella sua prima stagione con i Blues, Schenn ha raggiunto il suo massimo in carriera con 70 punti in 82 partite, risultando il miglior realizzatore della squadra. L’anno successivo, nel 2019, ha vinto la Stanley Cup con i Blues e ha firmato un nuovo contratto di otto anni a ottobre, con uno stipendio medio annuo di 6,5 milioni di dollari. A settembre 2023 è stato nominato capitano della squadra, succedendo a Ryan O’Reilly. Nel febbraio 2025 ha raggiunto un traguardo importante, disputando la sua millesima partita di stagione regolare in NHL.